# Бібліографія української кухні
|  | Службовий список статей, створений для координації робіт з розвитку теми. Це попередження не встановлюється на інформаційні списки і глосарії. |

Список книг-збірок кулінарних рецептів української кухні та статей про українську кухню:
- 110 фирменных блюд  Укрдорресторана.— Україна, Київ: Реклама, 1966.— 108с.
- 50 рецептов украинской кухни /   Сост. Е. С. Рзаева. — СПб.: ООО «Издательство «Полигон», 2004. —  29, [3] с. ISBN 5-89173-173-8 (рос.)
- Авдєєв П. Рибна  кулінарія. Київ; Техника. 1980г. — 320с
- Анохіна В. І. Довідник по переробці овочевих і баштанних культур. Київ Урожай. 1973р. 352с., ілл.
- Артюх Лідія. До історії постів в Україні. ІМФЕ ім. М. Т. Рильського НАН України
- Артюх Лідія. Топ 12 страв на Святий вечір // Етнографія; ІМФЕ ім. М. Т. Рильського НАН України
- Артюх Лідія. Традиційна українська кухня в народному календарі. — К.: Балтія-Друк, 2006
- Безусенко Людмила Мирославівна     (редактор-укладач). Українська національна кухня.— Україна, Донецьк: Сталкер, 2002.— 287с.—  (Кулінарія)— 2500прим.— ISBN 966-596-462-3.
- Борщі / О. А. Альхабаш. – Харків: Віват, 2016. – 44 c. : іл.
- Брайченко Олена. Про кухню: народну, польову та наукову – розповідь Лідії Артюх
- Вербенець О., Манько В. Обряди і     страви Святого вечора. – 2-ге вид., доп. – Львів: Свічадо, 2008. — 198 с.     — ISBN 978-966-395-212-3..
- Волкова А. В. Науково-етнографічне дослідження особливостей технології страв української національної кухні / А. В. Волкова  // Траектория науки. - 2015. - Т. 1, № 1. - С. 4.1-4.8.
- Доцяк В.С. Українська кухня. Підручник. — Вид. 2-ге, перероб. та доп. / В.С. Доцяк. — Львів: Оріяна-Нова, 1998. — 558 с. — ISВN 5-8326-0062-2.
- Дубовіс Г. О.  Українська кухня: повне зведення рецептів національної кухні XVIII—XXI ст./ Г. О. Дубовіс. — Х.: Фоліо, 2006. — 591 с.
- Закарпатські народні страви / Упоряд. М. А. Мицько,— Ужгород: Карпати, 1990. — 246 с.
- Запорожець В.П. Страви української кухні.— Україна, Київ: Державне видавництво технічної літератури України, 1951.— 205с
- Калакура М.М. (составитель). На все вкусы (раздел "Украинская кухня").— Україна, Київ: Реклама, 1989.— 248, 16 л. иллс.— ISBN 5-88520-002-5.
- Килимник С. Український рік у народніх звичаях в історичному освітленні. 4 томи: Чотири сезони. — Вінніпег, 1964.
- Кирчів Р. Ф. Із фольклорних регіонів України: нариси й статті /Р. Ф. Кирчів; відп. ред. С. Павлюк; НАН України, Інститут народознавства. – Львів: [Б. в.], 2002. — 350 с.
- Клиновецька З.. Страви й  напитки на Україні / Вид. репринт. з видання: Київ — Львів, 1913 р. — Київ: Час, 1991. — 218 c. [1].
- Козацькі страви. Мельничук  Ярослав, Карабін Богдан (упорядники). Львів, Редакційний відділ обласного управління по пресі 1990р. 102 с
- Користаймо з досвіду. Українські страви. – [Б. м.]: Стейтова Управа Союзу Українок Н.П.В, [1985?]. – 24, [1] c
- Кравецька Л. Страви Полісся з душею. —  КСД. 2021. 80с
- Куховарська книга / Державне видавництво технічної літератури України, Київ, 1951 рік, 299 стор. (переклад російського видання "Книги о вкусной и здоровой пище",     Пищепромиздат, 1950 р, з додатковим розділом - "Страви української кухні").
- Литвиненко С. І.; Рогинська Г.Ю. (2000). Украинская кухня (російською) . Донецьк: Сталкер.
- Новоженов Ю.М. Любителям кулинарного искусства (раздел "Национальные блюда Украины".— Москва: Высшая школа, 1989.— 351с.— ISBN 5-06-000-989-0.
- Сокол І. О. Найкращі страви української кухні. — Харків: Клуб сімейного дозвілля, 2008. — 400 с. — ISBN 978-966-14-0175-3.
- Старовойт Л. Я.; Косовенко М. С.; Смирнова Ж. М. Кулінарія: — К.: Вища школа, 1991
- Украинская кухня / С.В.Семёнова. — М: РИПОЛ классик,  2013. - 32 с. [Архівовано 5 грудня 2018 у Wayback Machine.]. — ISBN 978-5-386-06949-0.
- Українська кухня  / М. І. Георгієвський, М. Є. Мельман, О. А. Шадура, О. С. Шемякінський. – Київ: Техніка, 1967. – 305 с., арк. іл. : іл.
- Українські страви / І. С. Хименко, М. І. Георгієвський та ін.; ред. Л. П. Денисенко; Український науково-дослідний інститут торгівлі та громадського харчування Міністерства торгівлі УРСР. — Третє видання. — Київ: Державне видавництво     технічної літератури УРСР, 1960. — 456 с.
- Українсько-Англійська кухарка. Видавництво “Канадійський Фармер”. — 220 с.[2]
- Фік Б. Н.  Українські страви. — Харків: "Світовид", 2002. — 256 с., 16 іл.
- Франко О.Ф. Практична кухня / Літ. опрацюв. О.П. Сенатович;    Худож. І.П. Плесканко. — 2-ге вид. — Львів: Каменяр, 1992. — 238 с. ISBN 5-7745-0215-8.
- Цвек Д. Я. Домашнє печиво. —  8-ме вид., доповн. — Львів: Каменяр, 1989. — 136 с.: іл., 20 арк. іл. ISBN 5-7745-0087-X
- Чабан Анатолій. Щедрий   стіл середньої Наддніпрянщини. — Черкаси: Вертикаль, 2017. — 320 с.: іл. —     ISBN 978-617-7475-07-0.
- Шалимов С.А., Лысенко В.А., Вересюк А.И. Блюда украинской кухни.— Україна, Київ: Техніка, 1980.— 127с.— 80000прим.
- Шалімов С. А.; Шадура О. А. (1984). Сучасна українська кухня (вид. 5-те). Київ: Техніка.
- Юрченко Віталіна. Народні звичаї на ярмарках України у другій половині  ХІХ – на початку ХХ століття. Етнічна історія народів Європи: Збірник наукових праць. Випуск 24. – К., 2008